# Karlsruher Sport-Club Mühlburg-Phönix 1998-1999
Questa voce raccoglie le informazioni riguardanti il Karlsruher Sport-Club Mühlburg-Phönix nelle competizioni ufficiali della stagione 1998-1999.

## Stagione
Nella stagione 1998-1999 il Karlsruhe, allenato da Jörg Berger e Rainer Ulrich, concluse il campionato di 2. Bundesliga al 5º posto. In Coppa di Germania il Karlsruhe fu eliminato al primo turno dal Wolfsburg.

## Rosa
| N. |                           | Ruolo | Calciatore              |
| -- | ------------------------- | ----- | ----------------------- |
| 1  | Germania (bandiera)       | P     | Simon Jentzsch          |
| 2  | Germania (bandiera)       | D     | Thomas Ritter           |
| 3  | Germania (bandiera)       | D     | Burkhard Reich          |
| 4  | Germania (bandiera)       | D     | Raphael Krauß           |
| 5  | Germania (bandiera)       | D     | Michael Molata          |
| 6  | Germania (bandiera)       | D     | Guido Buchwald          |
| 7  | Germania (bandiera)       | C     | Marc Kienle             |
| 10 | Germania (bandiera)       | C     | Marc Arnold             |
| 10 | Spagna (bandiera)         | C     | Martín Vázquez          |
| 11 | Germania (bandiera)       | A     | Christian Wück          |
| 12 | Germania (bandiera)       | C     | Danny Schwarz           |
| 13 | Germania (bandiera)       | C     | Jens Bäumer             |
| 14 | Germania (bandiera)       | A     | Rainer Krieg            |
| 15 | Rep. del Congo (bandiera) | A     | Rolf-Christel Guié-Mien |

| N. |                     | Ruolo | Calciatore         |
| -- | ------------------- | ----- | ------------------ |
| 16 | Belgio (bandiera)   | C     | Gunther Schepens   |
| 17 | Germania (bandiera) | D     | Gunther Metz       |
| 18 | Germania (bandiera) | C     | Timo Haas          |
| 19 | Croazia (bandiera)  | C     | Darko Jozinović    |
| 21 | Germania (bandiera) | P     | Holger Gehrke      |
| 22 | Germania (bandiera) | A     | Sven Eller         |
| 23 | Germania (bandiera) | D     | Michael Wittwer    |
| 24 | Germania (bandiera) | A     | Stefan Meißner     |
| 25 | Germania (bandiera) | P     | Martin Fischer     |
| 26 | Germania (bandiera) | C     | Christian Fährmann |
| 27 | Germania (bandiera) | P     | Thomas Hillenbrand |
| 28 | Germania (bandiera) | C     | Rainer Scharinger  |
| 29 | Germania (bandiera) | D     | Christian Kritzer  |
| 32 | Croazia (bandiera)  | D     | Srdjan Mladinić    |
| 33 | Germania (bandiera) | C     | Jochen Hörner      |

## Organigramma societario
Area tecnica
- Allenatore: Rainer Ulrich
- Allenatore in seconda:
- Preparatore dei portieri: Peter Gadinger
- Preparatori atletici:

## Calciomercato

### Sessione estiva
| Acquisti | Acquisti                   | Acquisti        | Acquisti |
| R.       | Nome                       | da              | Modalità |
| -------- | -------------------------- | --------------- | -------- |
| D        | Srdjan Mladinić            | Dinamo Zagabria |          |
| C        | Christian Fährmann         | Hertha Berlino  |          |
| P        | Holger Gehrke              | Duisburg        |          |
| C        | Darko Jozinović            | Hajduk Spalato  |          |
| C        | Marc Kienle                | Duisburg        |          |
| A        | Rainer Krieg               | Fortuna Colonia |          |
| C        | Martín Vázquez             | Celaya          |          |
| A        | Stefan Meißner             | Wolfsburg       |          |
| D        | Michael Molata             | Amburgo         |          |
| C        | Danny Schwarz (calciatore) | Stoccarda       |          |
| A        | Christian Stumpf           | Rapid Vienna    |          |
| C        | Andreas Zeyer              | Amburgo         |          |

| Cessioni | Cessioni          | Cessioni          | Cessioni |
| R.       | Nome              | a                 | Modalità |
| -------- | ----------------- | ----------------- | -------- |
| C        | Markus Bähr       | Colonia           |          |
| A        | Mike Bodenstein   | VfR Mannheim      |          |
| A        | Sean Dundee       | Liverpool         |          |
| C        | Thomas Häßler     | Borussia Dortmund |          |
| D        | Thomas Hengen     | Borussia Dortmund |          |
| C        | Marc Keller       | West Ham Utd      |          |
| A        | Sergej Kir'jakov  | Amburgo           |          |
| D        | Dubravko Kolinger | Kickers Offenbach |          |
| C        | Oktay Kuday       | Karlsruhe II      |          |
| C        | Alex Nyarko       | Lens              |          |
| D        | David Régis       | Metz              |          |
| P        | Claus Reitmaier   | Wolfsburg         |          |
| A        | Markus Schroth    | Monaco 1860       |          |

### Sessione invernale
| Acquisti | Acquisti    | Acquisti       | Acquisti |
| R.       | Nome        | da             | Modalità |
| -------- | ----------- | -------------- | -------- |
| C        | Marc Arnold | Hertha Berlino |          |

| Cessioni | Cessioni          | Cessioni         | Cessioni |
| R.       | Nome              | a                | Modalità |
| -------- | ----------------- | ---------------- | -------- |
| A        | Radosław Gilewicz | Wacker Innsbruck |          |
| A        | Christian Stumpf  | LASK             |          |
| C        | Andreas Zeyer     | Bochum           |          |
| A        | David Zitelli     | Strasburgo       |          |

## Risultati

### 2. Bundesliga

#### Girone di andata
| Arbitro: | Krug |

|                |           |  |
| Kobylański 80’ | Marcatori |  |

| Arbitro: | Hufgard |

|           |           |                             |
| Krieg 85’ | Marcatori | 64’ Otto 90’ (rig.) Trkulja |

| Arbitro: | Koop |

|                                                  |           |            |
| Demandt 12’, 79’ Grevelhörster 18’ Policella 89’ | Marcatori | 21’ Kienle |

| Arbitro: | Friedrichs |

|                                    |           |  |
| Krieg 35’ Guié-Mien 43’ Stumpf 45’ | Marcatori |  |

| Arbitro: | Werthmann |

|                                          |           |  |
| Rath 20’ Irrgang 45’ Wawrzyczek 56’, 82’ | Marcatori |  |

| Arbitro: | Meyer |

|                                           |           |             |
| Krieg 50’ Meißner 59’ Lipinski 84’ (aut.) | Marcatori | 15’ Adriano |

| Arbitro: | Schößling |

|  |           |           |
|  | Marcatori | 42’ Krieg |

| Arbitro: | Hilmes |

|                                     |           |                 |
| Guié-Mien 24’ Krieg 52’ Schwarz 61’ | Marcatori | 25’ (rig.) Tare |

| Arbitro: | Hauer |

|            |           |                            |
| Spizak 42’ | Marcatori | 28’, 82’ Krieg 56’ Meißner |

| Arbitro: | Kinhöfer |

|                                                        |           |  |
| Bäumer 9’ Krieg 31’, 74’ Mladinić 68’ Meißner 81’, 88’ | Marcatori |  |

| Arbitro: | Scheppe |

|                                  |           |                         |
| Aračić 9’ Kovacec 27’ Hamann 43’ | Marcatori | 30’ Krieg 53’ Guié-Mien |

| Arbitro: | Wack |

|              |           |  |
| Gilewicz 82’ | Marcatori |  |

| Bochum 6 novembre 1998, ore 19:00 CET 13ª giornata | Wattenscheid 09 | 0 – 0 referto | Karlsruhe | Lohrheidestadion (2 086 spett.)\| Arbitro: \| Anklam \| |
| Arbitro:                                           | Anklam          |               |           |                                                         |

| Arbitro: | Margenberg |

|                          |           |                                             |
| Meißner 47’ Buchwald 71’ | Marcatori | 23’ (rig.) Meyer 39’ Waterink 90’ Elberfeld |

| Arbitro: | Strampe |

|  |           |             |
|  | Marcatori | 50’ Schwarz |

| Arbitro: | Kemmling |

|                                                |           |           |
| Hasenhüttl 9’ Rösele 36’ Wollitz 72’ Azizi 88’ | Marcatori | 61’ Reich |

| Arbitro: | Weiner |

|            |           |  |
| Molata 54’ | Marcatori |  |

#### Girone di ritorno
| Arbitro: | Schütz |

|                  |           |  |
| Krieg 90’ (rig.) | Marcatori |  |

| Arbitro: | Wendorf |

|           |           |                                                |
| Bódog 73’ | Marcatori | 45’, 70’ Buchwald 53’, 85’ Fährmann 90’ Kienle |

| Arbitro: | Scheppe |

|  |           |          |
|  | Marcatori | 70’ Hock |

| Arbitro: | Blumenstein |

|           |           |  |
| Marin 75’ | Marcatori |  |

| Arbitro: | Gettke |

|                                              |           |                          |
| Vata 45’ (aut.) Krieg 47’ Schwarz 87’ (rig.) | Marcatori | 24’ Heidrich 84’ Irrgang |

| Arbitro: | Hauer |

|                     |           |  |
| Ciucă 2’ Bieber 14’ | Marcatori |  |

| Arbitro: | Anklam |

|                                              |           |                          |
| Krieg 33’, 51’, 88’ (rig.) Sarpei 90’ (aut.) | Marcatori | 71’ Brdarić 90’ Konetzke |

| Arbitro: | Weber |

|  |           |             |
|  | Marcatori | 80’ Meißner |

| Arbitro: | Perl |

|  |           |            |
|  | Marcatori | 33’ Spizak |

| Arbitro: | Fröhlich |

|                              |           |                      |
| Mladinić 5’ (aut.) Marić 41’ | Marcatori | 31’ Molata 73’ Krieg |

| Karlsruhe 3 maggio 1999, ore 20:15 CEST 28ª giornata | Karlsruhe  | 0 – 0 referto | TeBe Berlino | Wildparkstadion (18 200 spett.)\| Arbitro: \| Friedrichs \| |
| Arbitro:                                             | Friedrichs |               |              |                                                             |

| Arbitro: | Meyer |

|          |           |                             |
| Klee 86’ | Marcatori | 13’ Bäumer 83’ (rig.) Krieg |

| Arbitro: | Schößling |

|                       |           |              |
| Krieg 39’, 65’ (rig.) | Marcatori | 77’ Dikhtiar |

| Arbitro: | Schmidt |

|                  |           |  |
| Bozinov 59’, 79’ | Marcatori |  |

| Arbitro: | Wack |

|               |           |            |
| Guié-Mien 30’ | Marcatori | 5’ Meißner |

| Arbitro: | Weiner |

|                                      |           |             |
| Bäumer 10’ Schwarz 34’ Guié-Mien 63’ | Marcatori | 84’ Lottner |

| Arbitro: | Strampe |

|             |           |              |
| Rraklli 79’ | Marcatori | 1’ Guié-Mien |

### Coppa di Germania
| Arbitro: | Albrecht |

|                            |           |                                                         |
| Krieg 27’ (rig.), 32’, 53’ | Marcatori | 41’ Baumgart 61’ Juskowiak 69’ Kleeschätzky 88’ Akonnor |

## Statistiche

### Statistiche di squadra
| Competizione      | Punti | In casa | In casa | In casa | In casa | In casa | In casa | In trasferta | In trasferta | In trasferta | In trasferta | In trasferta | In trasferta | Totale | Totale | Totale | Totale | Totale | Totale | DR  |
| Competizione      | Punti | G       | V       | N       | P       | Gf      | Gs      | G            | V            | N            | P            | Gf           | Gs           | G      | V      | N      | P      | Gf     | Gs     | DR  |
| ----------------- | ----- | ------- | ------- | ------- | ------- | ------- | ------- | ------------ | ------------ | ------------ | ------------ | ------------ | ------------ | ------ | ------ | ------ | ------ | ------ | ------ | --- |
| 2. Bundesliga     | 56    | 17      | 11      | 2       | 4       | 34      | 16      | 17           | 6            | 3            | 8            | 20           | 27           | 34     | 17     | 5      | 12     | 54     | 43     | +11 |
| Coppa di Germania | -     | 1       | 0       | 0       | 1       | 3       | 4       | 0            | 0            | 0            | 0            | 0            | 0            | 1      | 0      | 0      | 1      | 3      | 4      | -1  |
| Totale            | 56    | 18      | 11      | 2       | 5       | 37      | 20      | 17           | 6            | 3            | 8            | 20           | 27           | 35     | 17     | 5      | 13     | 57     | 47     | +10 |

### Andamento in campionato
| Giornata  | 1  | 2  | 3  | 4  | 5  | 6  | 7  | 8 | 9 | 10 | 11 | 12 | 13 | 14 | 15 | 16 | 17 | 18 | 19 | 20 | 21 | 22 | 23 | 24 | 25 | 26 | 27 | 28 | 29 | 30 | 31 | 32 | 33 | 34 |
| --------- | -- | -- | -- | -- | -- | -- | -- | - | - | -- | -- | -- | -- | -- | -- | -- | -- | -- | -- | -- | -- | -- | -- | -- | -- | -- | -- | -- | -- | -- | -- | -- | -- | -- |
| Luogo     | T  | C  | T  | C  | T  | C  | T  | C | T | C  | T  | C  | T  | C  | T  | T  | C  | C  | T  | C  | T  | C  | T  | C  | T  | C  | T  | C  | T  | C  | T  | C  | C  | T  |
| Risultato | P  | P  | P  | V  | P  | V  | V  | V | V | V  | P  | V  | N  | P  | V  | P  | V  | V  | V  | P  | P  | V  | P  | V  | V  | P  | N  | N  | V  | V  | P  | N  | V  | N  |
| Posizione | 12 | 17 | 18 | 15 | 17 | 12 | 11 | 9 | 6 | 6  | 6  | 6  | 6  | 6  | 6  | 6  | 6  | 6  | 5  | 5  | 6  | 6  | 6  | 5  | 4  | 7  | 6  | 7  | 5  | 3  | 4  | 4  | 4  | 5  |

Legenda:

Luogo: C = Casa; T = Trasferta. Risultato: V = Vittoria; N = Pareggio; P = Sconfitta.

### Statistiche dei giocatori
| Giocatore      | 2. Bundesliga | 2. Bundesliga | 2. Bundesliga | 2. Bundesliga | Coppa di Germania | Coppa di Germania | Coppa di Germania | Coppa di Germania | Totale   | Totale | Totale      | Totale     |
| Giocatore      | Presenze      | Reti          | Ammonizioni   | Espulsioni    | Presenze          | Reti              | Ammonizioni       | Espulsioni        | Presenze | Reti   | Ammonizioni | Espulsioni |
| -------------- | ------------- | ------------- | ------------- | ------------- | ----------------- | ----------------- | ----------------- | ----------------- | -------- | ------ | ----------- | ---------- |
| M. Arnold      | 12            | 0             | 2             | 0             | 0                 | 0                 | 0                 | 0                 | 12       | 0      | 2           | 0          |
| G. Buchwald    | 31            | 3             | 5             | 0             | 1                 | 0                 | 0                 | 0                 | 32       | 3      | 5           | 0          |
| J. Bäumer      | 32            | 3             | 6             | 0             | 1                 | 0                 | 0                 | 0                 | 33       | 3      | 6           | 0          |
| S. Eller       | 0             | 0             | 0             | 0             | 0                 | 0                 | 0                 | 0                 | 0        | 0      | 0           | 0          |
| M. Fischer     | 0             | 0             | 0             | 0             | 0                 | 0                 | 0                 | 0                 | 0        | 0      | 0           | 0          |
| C. Fährmann    | 26            | 2             | 3             | 0             | 0                 | 0                 | 0                 | 0                 | 26       | 2      | 3           | 0          |
| H. Gehrke      | 3             | 0             | 0             | 0             | 0                 | 0                 | 0                 | 0                 | 3        | 0      | 0           | 0          |
| R. Gilewicz    | 8             | 1             | 1             | 0             | 0                 | 0                 | 0                 | 0                 | 8        | 1      | 1           | 0          |
| R. Guié-Mien   | 31            | 6             | 6             | 0             | 1                 | 0                 | 0                 | 0                 | 32       | 6      | 6           | 0          |
| T. Haas        | 0             | 0             | 0             | 0             | 0                 | 0                 | 0                 | 0                 | 0        | 0      | 0           | 0          |
| T. Hillenbrand | 0             | 0             | 0             | 0             | 0                 | 0                 | 0                 | 0                 | 0        | 0      | 0           | 0          |
| J. Hörner      | 0             | 0             | 0             | 0             | 0                 | 0                 | 0                 | 0                 | 0        | 0      | 0           | 0          |
| S. Jentzsch    | 32            | 0             | 2             | 1             | 1                 | 0                 | 0                 | 0                 | 33       | 0      | 2           | 1          |
| D. Jozinović   | 19            | 0             | 6             | 1             | 0                 | 0                 | 0                 | 0                 | 19       | 0      | 6           | 1          |
| M. Kienle      | 28            | 2             | 4             | 0             | 1                 | 0                 | 0                 | 0                 | 29       | 2      | 4           | 0          |
| R. Krauß       | 6             | 0             | 0             | 1             | 1                 | 0                 | 0                 | 0                 | 7        | 0      | 0           | 1          |
| R. Krieg       | 34            | 19            | 4             | 0             | 1                 | 3                 | 0                 | 0                 | 35       | 22     | 4           | 0          |
| C. Kritzer     | 15            | 0             | 0             | 1             | 0                 | 0                 | 0                 | 0                 | 15       | 0      | 0           | 1          |
| S. Meißner     | 29            | 6             | 8             | 1             | 1                 | 0                 | 0                 | 0                 | 30       | 6      | 8           | 1          |
| G. Metz        | 8             | 0             | 2             | 0             | 0                 | 0                 | 0                 | 0                 | 8        | 0      | 2           | 0          |
| S. Mladinić    | 22            | 1             | 3             | 1             | 0                 | 0                 | 0                 | 0                 | 22       | 1      | 3           | 1          |
| M. Molata      | 29            | 2             | 5             | 0             | 1                 | 0                 | 0                 | 0                 | 30       | 2      | 5           | 0          |
| B. Reich       | 14            | 1             | 2             | 0             | 1                 | 0                 | 0                 | 0                 | 15       | 1      | 2           | 0          |
| T. Ritter      | 5             | 0             | 0             | 0             | 1                 | 0                 | 1                 | 0                 | 6        | 0      | 1           | 0          |
| R. Scharinger  | 11            | 0             | 1             | 0             | 0                 | 0                 | 0                 | 0                 | 11       | 0      | 1           | 0          |
| G. Schepens    | 11            | 0             | 2             | 0             | 0                 | 0                 | 0                 | 0                 | 11       | 0      | 2           | 0          |
| D. Schwarz     | 31            | 4             | 10            | 0             | 0                 | 0                 | 0                 | 0                 | 31       | 4      | 10          | 0          |
| C. Stumpf      | 9             | 1             | 1             | 0             | 1                 | 0                 | 0                 | 0                 | 10       | 1      | 1           | 0          |
| M. Vázquez     | 5             | 0             | 0             | 0             | 0                 | 0                 | 0                 | 0                 | 5        | 0      | 0           | 0          |
| M. Wittwer     | 2             | 0             | 0             | 0             | 1                 | 0                 | 0                 | 0                 | 3        | 0      | 0           | 0          |
| C. Wück        | 0             | 0             | 0             | 0             | 0                 | 0                 | 0                 | 0                 | 0        | 0      | 0           | 0          |
| A. Zeyer       | 12            | 0             | 4             | 0             | 1                 | 0                 | 0                 | 0                 | 13       | 0      | 4           | 0          |
| D. Zitelli     | 3             | 0             | 0             | 0             | 0                 | 0                 | 0                 | 0                 | 3        | 0      | 0           | 0          |